# João Barreiros
João Manuel Rosado Barreiros (n. 31 de Julho de 1952), também conhecido pelo pseudónimo José de Barros, é um escritor, editor, tradutor e crítico português de ficção científica.
Licenciou-se em Filosofia na Universidade de Lisboa em 1977, e é professor do ensino secundário nessa área desde 1975.  A sua experiência na educação levaram-no a escrever uma sátira semi-autobiográfica intitulada "O Teste" em 2000.

## Ficção
O seu estilo de escrita, sarcástico e com um característico humor negro, denota algumas influências de Robert Silverberg e James Tiptree, Jr.
Os seus enredos, situados em cenários distópicos, são frequentemente protagonizados por personagens antipáticas que enfrentam a brutalidade do dia-a-dia e acabam punidas em consequência das suas próprias acções. As histórias são ricas em descrições gráficas de violência e rejeitam peremptoriamente os ícones do politicamente correcto, como Walt Disney e a Rua Sésamo, alvos frequentes de escárnio; por exemplo, na sua novela A verdadeira invasão dos marcianos os principais antagonistas foram criados à imagem do Poupas.
Alguns dos seus trabalhos foram traduzidos para inglês, espanhol, francês, italiano e sérvio.
Ganhou por duas vezes o prémio brasileiro Nova, atribuído por fãs ao melhor conto publicado na América do Sul. Foi o vencedor do Prémio Adamastor de Ficção Fantástica em Conto em 2014 com o conto "O Coração é um Predador Solitário".

## Outras actividades
Publicou críticas a filmes e livros em locais como os jornais Público e O Independente, e nas revistas Ler e Os Meus Livros. A dureza das suas críticas tornou-o famoso entre os fãs de ficção científica portugueses, tornando lendária a sua caneta de aparo de titânio.
Durante os anos 1980 e início dos anos 1990, editou duas colecções de ficção científica e fantástico para a Editora Clássica e para a Gradiva. Entres os escritores que deu a conhecer aos leitores portugueses encontram-se Iain M. Banks, William Gibson, Peter Straub, Dan Simmons e A. A. Attanasio. Contudo, os editores opunham-se às suas escolhas pouco ortodoxas e por isso livros como Lord Foul's Bane de Stephen R. Donaldson, Sunglasses After Dark de Nancy A. Collins e The Last Coin de James Blaylock foram traduzidos mas nunca publicados.
Foi também co-fundador da Simetria — Associação Portuguesa de Ficção Científica e Fantástico em 1995 (da qual se afastaria, em 1999), e da Associação Portuguesa do Fantástico nas Artes em 2005.

### Ficção
- "Silent Night", no Infinity Plus (em tradução inglesa)
- "Synchronicity", no Fantastic Metropolis (em tradução inglesa)
- "The Test", no Fantastic Metropolis (em tradução inglesa)